# Мина Симић (дизајнер)
Мина Симић (Београд, 19. октобар 1989) српска је дизајнерка. Бави се графичким, веб и другим видовима дизајна. Своје радове излагала је на неколико заједничких и самосталних изложби. Бави се и педагошким радом. Живи и ради у Београду.

## Биографија
Мина Симић рођена је у Београду 1989. године. Прве озбиљне кораке у ликовној уметности направила је у Центру за ликовно образовање у Шуматовачкој. Године 2008. завршила Школу за дизајн у Београду. Године 2012. је дипломирала на Факултету примењених уметности у Београду, на одсеку Примењене графике, атеље Графика и књига. Следеће године на истом факултету одбранила је и мастер рад поп-ап сликовницом "Капетан Џон Пиплфокс звани Звоно", према тексту Душка Радовића.

## Професионални рад
Већ на почетку каријере Мина се опробала у илустрацији публикација из области лепе књижевности - неколико збирки песама и стручне литературе. У њеном опусу су и логотипи, амбалажа, плакати и други промотивни материјал. Као дизајнер је сарађивала на различитим уметничким, еколошким и друштвено ангажованим пројектима.
Неколико година учествовала је у изради сценографије за пратећи програм Фестивалa књижевности и илустрације за децу Крокодокодил.
Бави се илустрацијом и дизајном корисничког интерфејса (2D arist) у гејминг индустрији.
Мина Симић учествовала је као члан жирија на више изложби дечјих радова. Сарађивала и сарађује са Градском општином Звездара, Библиотеком града Београда, Домом омладине Београда, организацијама Пријатељи деце Звездаре, Филм Публик Арт из Ниша и другим.

## Педагошки рад
Осим професионално, Мина се дизајном бави и кроз педагошки рад. Аутор је и модератор низа уметничких радионица за основце, средњошколце и одрасле, међу којима су:
- радионице папир-машеа,
- радионице ручне израде папира[2]
- радионице израде украса од текстила,
- радионице израде накита
- радионица „Поље по поље” - израда употребних предмета од рециклажног материјала[12]
- радионица „И ја сам илустратор“ - израда илустрација на тему стихова Душка Радовића[13]
- радионица „Лето од папира” - рукотворине од папира и картона[14]
- радионица „Пут око света под маскама” - израда маски од рециклажних и других материјала[15]
- радионица „Направи свој свемир”, на Астро викенду у Дому омладине Београда[16]
- „ИзЛЕТ на Месец”, на Астро викенду у Дому омладине Београда[17]
- радионица израде поп-ап конструкција за наствнике ликове културе звездарских основних школа[18]

## Изложбе
Она је своје радове до сада излагала на неколико изложби:

### Колективне изложбе
- Други Међународни фестивал уметности Ш.У.Н.Д. у категорији графика (2011)
- Изложба студената и професора Факултета примењених уметности „Животиње у илустрацији", Београдски сајам књига (2011)[1]

### Самосталне изложбе
- „Београде, добар Душко“ (са Јаном Адамовић) - изложба цртежа инспирисаних афоризмима Душка Радовића у галерији библиотеке "Бранко Миљковић" (2011)[13]
- „Туђе собе“ - изложба диорама и илустрација (Крокодилов центар 2019,[2] библиотека "Бранко Миљковић" 2020)